# Ginástica nos Jogos Olímpicos de Verão de 1904 - Cavalo com alças
A final masculina do cavalo com alças da ginástica artística nos Jogos Olímpicos de Verão de 1904 contou com a participação de um número não documentado de atletas e foi realizada no dia 28 de outubro de 1904.

## Medalhistas
| Ouro   | USA Anton Heida  |
| Prata  | USA George Eyser |
| Bronze | USA William Merz |

## Final
Sem a fase classificatória, os ginastas competiram diretamente pelas medalhas. Apenas cinco colocações ficaram registradas.
| Pos.              | Ginasta       | Nação              | Total  |
| ----------------- | ------------- | ------------------ | ------ |
| Medalha de ouro   | Anton Heida   | USA Estados Unidos | 42,000 |
| Medalha de prata  | George Eyser  | USA Estados Unidos | 33,000 |
| Medalha de bronze | William Merz  | USA Estados Unidos | 29,000 |
| 4                 | John Duha     | USA Estados Unidos | -      |
| 5                 | Edward Hennig | USA Estados Unidos | -      |